# Битка код Димотике
Битка код Димотике је вођена у октобру 1352. године између српских оклопника и турске војске. Ова битка је била први већи окршај Османлија са једном европском војском на тлу Европе.

## Дешавања пре битке
Грађански рат у Византији између оних који су подржавали Јована (VI) Кантакузина (1347—1354) и оних који су подржавали Јована V Палеолога (1341—1376) започео је смрћу Андроника III (1328—1341) 1341. године, а већ од 1342. године Кантакузинов савезник је постао краљ Душан (краљ 1331—1345, цар 1346—1355). Средином наредне године је дошло до разлаза међу њима и Душан је прешао на страну младог Палеолога, а Кантакузин је нове савезнике нашао у малоазијским Турцима.
Војску од 4.000 (Нићифор Григор, 7.000 — Кантакузен) коњаника цар Душан је послао као помоћ Јовану V Палеологу. Уз српску војску налазило се и нешто Бугара које је послао цар Александар и Византинаца који су били уз Јована Палеолога. Ова војска је била послата да заузме град Емпитију кога је држао Катакузин. Са друге стране турска војска је журила да помогне Катакузину тако да су обе војске не знајући преспавале ноћ недалеко једни од других поред реке Марице недалеко од града Димотике на данашњој граници Грчке и Турске.

## Ток битке
Битка је започела у зору када се Турска војска боље снашла и прва напала неспремне савезничке снаге. Бугарски војници су се одмах повукли у град остављајући Србе и Византинце. Византинци су се предали и тиме оставили Србе који су дочекали турски напад на отвореном пољу. Лошије наоружани, неспремни на непознатом терену нису успели да се одбране. Већи део војске је побијен или заробљен. Казнац Бориловић је са неколицином успео да се извуче.

## Након битке
Након победе турска војска је извршила пустошење бугарских територија, а турска војска је заробљенике провела кроз Једрене, чији су се хришћански становници подругљиво односили према заробљенима.